# Теюш (Олт)
Теюш (рум. Teiuș) — село у повіті Олт в Румунії. Адміністративно підпорядковане місту Скорнічешть.
Село розташоване на відстані 126 км на захід від Бухареста, 26 км на північний схід від Слатіни, 66 км на північний схід від Крайови, 141 км на південний захід від Брашова.

## Населення
За даними перепису населення 2002 року у селі проживали 277 осіб, усі — румуни. Усі жителі села рідною мовою назвали румунську.